# هوارد تي فيشر
هوارد تي فيشر (بالإنجليزية: Howard T. Fisher)‏ هو مهندس معماري أمريكي، ولد في 30 أكتوبر 1903، وتوفي في 1979.